# Giant (zespół muzyczny)
Giant – amerykański zespół rockowy i metalowy, funkcjonujący od 1987 roku.

## Historia
Na początku lat 80. członek grającej rock chrześcijański grupy White Heart, Dann Huff, opuścił ją i rozpoczął pracę jako muzyk sesyjny, współpracując następnie m.in. z Michaelem Jacksonem, Madonną, Neilem Diamondem i Barbrą Streisand. W 1987 roku Huff założył własny zespół pn. Giant, do którego dołączył jego brat David, a także Alan Pasqua i Mike Brignardello. Grupa podpisała kontrakt z A&M Records, a w 1989 roku ukazał się ich debiutancki album – Last of the Runaways. Mimo faktu, że utwór „I′ll See You in My Dreams” zajął 20. miejsce na liście Hot 100, album sprzedawał się niezadowalająco i Giant podpisał kontrakt z Epic Records, która to wytwórnia wydała w 1991 roku Time to Burn. Charakteryzował się on większą agresywnością aniżeli debiutancki album, jednak nie odniósł sukcesu komercyjnego i wkrótce później zespół rozpadł się.
W 2000 roku za namową Frontiers Records grupa reaktywowała się, a rok później ukazał się album III. W 2010 roku ta sama wytwórnia wydała czwarty album pt. Promise Land. W 2022 roku ukazał się album pt. Shifting Time.

## Skład zespołu

### Obecny
- Kent Hilli – wokal (od 2021)
- John Roth – gitary, wokal wspierający (od 2009)
- Mike Brignardello – gitara basowa, wokal wspierający (1987–1992, od 2000)
- David Huff – perkusja, wokal wspierający (1987–1992, od 2000)

### Dawni członkowie
- Dann Huff – wokal, gitary, instrumenty klawiszowe (1987–1992, 2000–2002, 2017)
- Alan Pasqua – instrumenty klawiszowe, wokal wspierający (1987–1992)
- Terry Brock – wokal (2009-2021)

## Dyskografia
- Last of the Runaways (1989)
- It Takes Two + Giant Live (kompilacja, 1990)
- Time To Burn (1992)
- III (2001)
- Live and Acoustic – Official Bootleg (koncertowy, 2003)
- Promise Land (2010)
- Shifting Time (2022)